# Lake Sorell
Der Lake Sorell ist ein See im Zentrum des australischen Bundesstaates Tasmanien.
Er liegt am Ostrand des zentralen Hochlandes. Der Clyde River entspringt ihm. An seinem Nordufer liegt der Mount Franklin und die Great Western Tiers Conservation Area, ein staatliches Schutzgebiet, schließt sich an. Im Süden ist der See durch einen nur wenige hundert Meter schmalen Landstreifen begrenzt, der ihn vom Lake Crescent trennt. Dort liegt die Siedlung Interlaken.